# رجوم

رجوم قديمة في السعودية

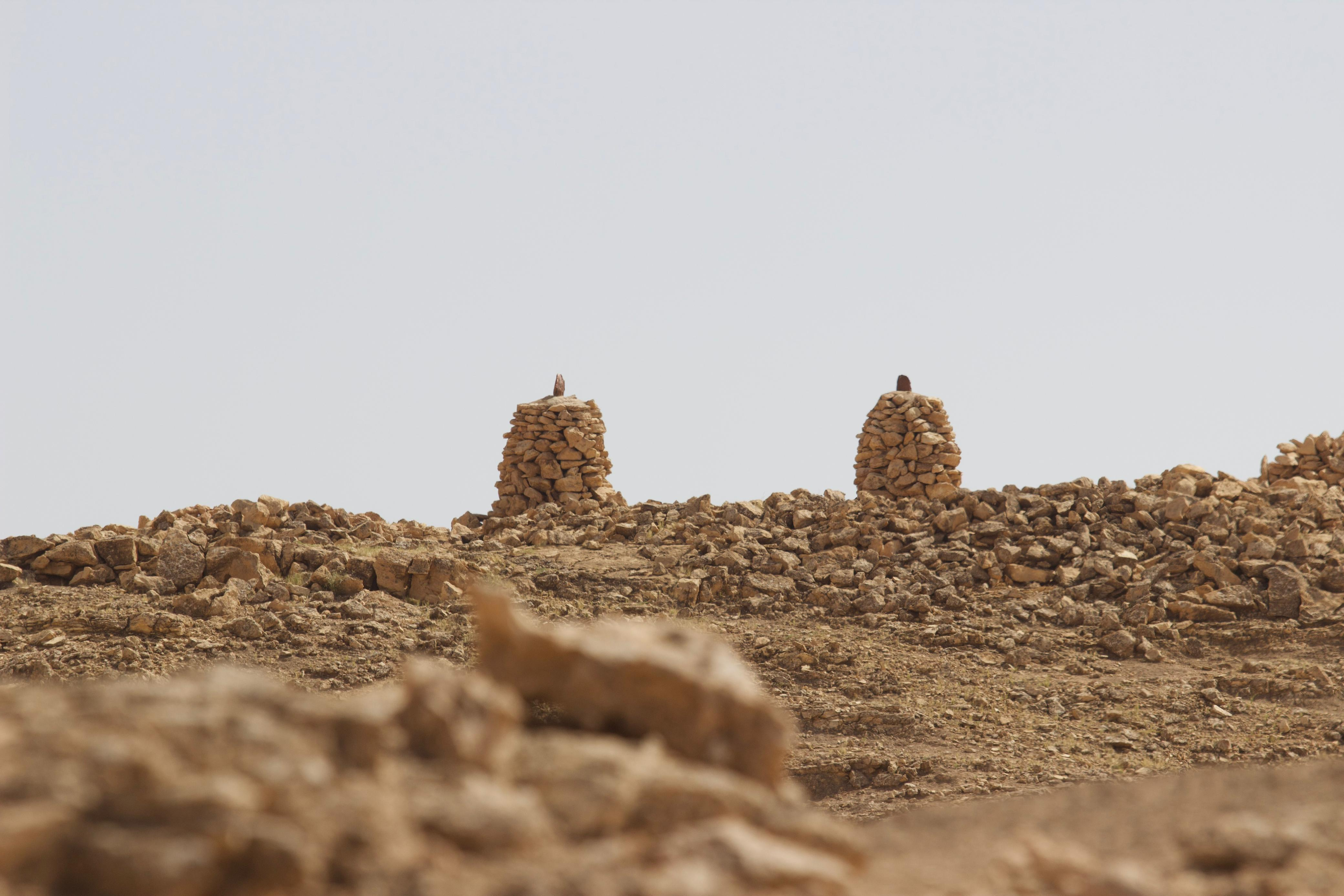

الرُّجوم ومفردها الرَّجم، أو المرقاب، أو الأعلام ومفردها علم، هي أكوام من الحجارة من صنع الإنسان مشيّدة على شكل هرمي أو دائري وقد تكون عشوائية، وتوضع في أعلى مرتفع حولها من التلول والمرتفعات الطبيعية لتُرى من بعيد، ويستعملها أهل البادية والقوافل للاستدلال والاهتداء بها على الطريق، أو تدل على مُضيف ينزلون عنده، أو مواقع جلوس خلال مواسم الصيد والرعي، أو نقاط تجمّع صحراوية، أو دلالة على مورد ماء، أو مُخايلة البروق البعيدة ليلًا، أو مدافن، أو أماكن للمواعدة واللقاء، ولم تحدد الغاية القَطعيّة منها، وللرجوم أسماء لتمييزها فأحيانًا تسمى نسبةً لمن بناها أو على مواقعها الجغرافية، وقد تغنّى بها الشعراء في الجاهلية والعصور التالية وعدّوها أحياناً رمزاً للعزة والشموخ والإباء، وذُكرت في الرثاء والحب.

## الهيئة
الرجوم أو الأعلام مبنية من أحجار مختلفة الأحجام، ويصل قطرها من 2 إلى 3 أمتار، وارتفاعها يصل من مترين إلى ثلاثة أمتار، ومع مرور الزمن تساقطت معظم الحجارة المستخدمة في بنائها، ولم يتبق من ارتفاعها سوى مترين إلى متر، والبعض منها أصبح أكوامًا من الحجارة المتساقطة على جنبات الطريق.

## التسمية
تتنوع تسمياتها عند العرب، فقد سُمّيت رُجومًا، وكذلك أعلامًا حسب معجم لسان العرب لابن منظور: «وَيُقَالُ لِما يُبْنَى فِي جَوادِّ الطَّرِيقِ مِنَ الْمَنَازِلِ يُسْتَدَلُّ بِهَا عَلَى الطَّرِيقِ: أَعْلامٌ، وَاحِدُهَا عَلَمٌ.»

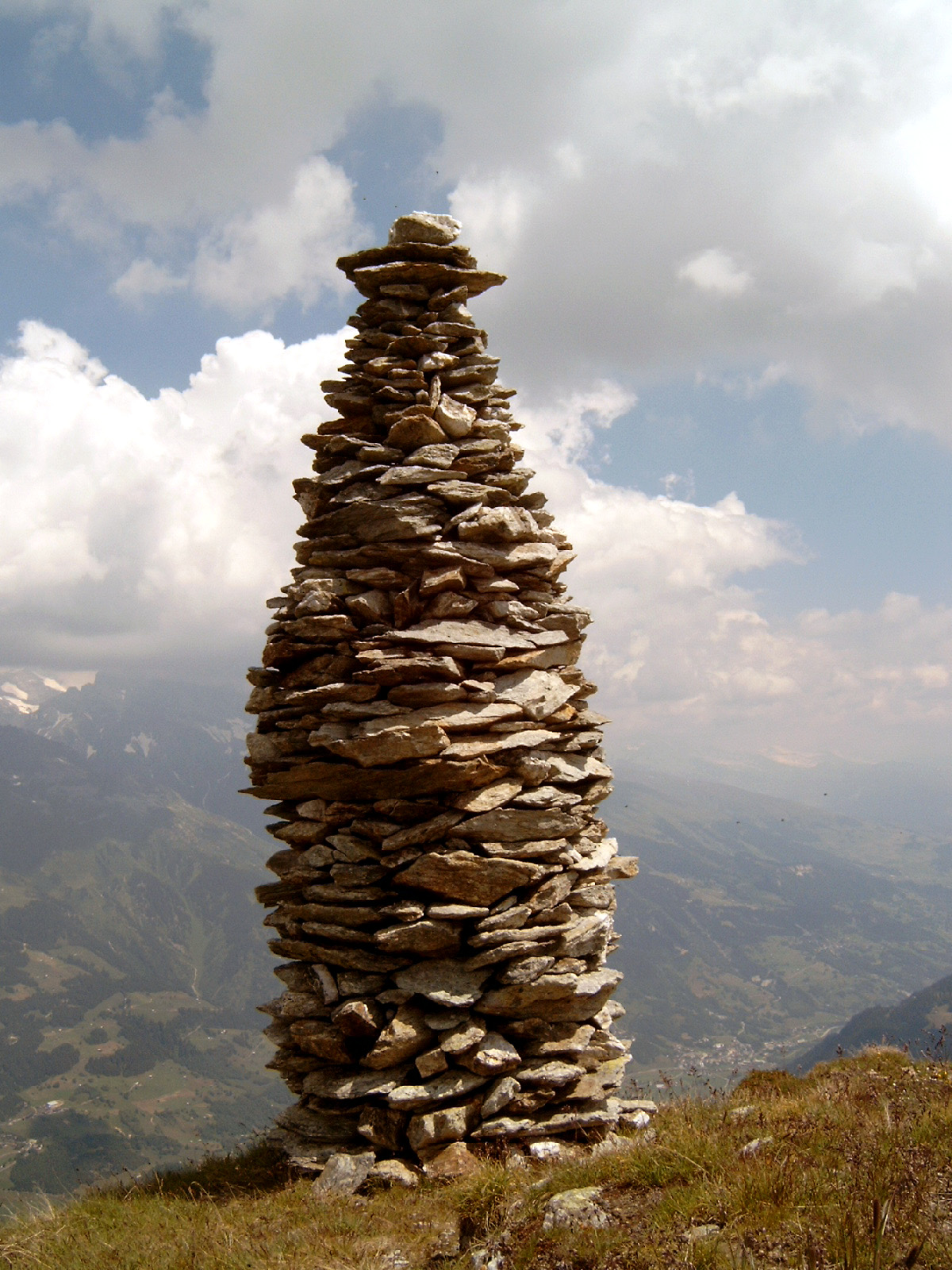
رجوم تمثل قمة جبلية في كانتون غراوبوندن، في سويسرا